# Шимек, Ладислав
Ладислав Шимек (чеш. Ladislav Šimek; 1912, Милевско — 24 апреля 1962, Илава) — чехословацкий антикоммунист, участник подпольной организации Чёрный лев 777. Снабжал подпольщиком оружием и боеприпасами для нападений на объекты и функционеров КПЧ. Арестован органами госбезопасности, приговорён к длительному тюремному заключению. Скончался в тюрьме. Реабилитирован после Бархатной революции.

## Коммерсант
Родился в семье чешского оружейника. Унаследовал профессию отца. В 1935—1937 служил в чехословацкой армии. В первые годы немецкой оккупации состоял в Национальном объединении — массовой легальной организации Протектората Богемии и Моравии. Общественной активности, однако, не проявлял ни в коллаборационизме, ни в сопротивлении. В 1943 перенёс полиомиелит, вынужден был лечиться в течение трёх лет.
После освобождения Чехословакии Ладислав Шимек вернулся к довоенному бизнесу — открыл в Милевско магазин охотничьего оружия. В политике непосредственно не участвовал, но придерживался взглядов, близких к социал-демократии. Февральский переворот 1948 и установление монопольной власти Компартии Чехословакии (КПЧ) Шимек воспринял негативно, но активно не сопротивлялся, продолжая заниматься торговлей.

## Вооружение подпольной организации
В апреле 1949 матрос речного флота Иржи Ржезач, крестьянин Ярослав Сиротек и рабочий Богумил Шима создали в Пршибраме антикоммунистическую подпольную организацию Чёрный лев 777. Уже в мае активисты провели несколько диверсий и атак — вывели из строя ЛЭП, обстреляли функционера КПЧ, устроили взрыв офиса КПЧ в Седльчани. Осенью организация столкнулась с нехваткой оружия и боеприпасов.
Богумил Шима работал на заводе в Милевско и знал Ладислава Шимека. Он обратился к оружейнику за помощью, попросил помочь со стволами и взрывчаткой. Враждебно настроенный к режиму Шимек согласился. Вскоре Шима свёл его с боевиком Карелом Котерой — мастером взрывных работ, хорошо разбиравшимся в соответствующем оснащении. Котхера оценивал и принимал от Шимека запрошенные материалы.
Полученное от Ладислава Шимека снаряжение позволило совершить самую крупную акцию организации: взрыв комитет КПЧ в Милевско в ночь на 14 мая 1950. Здание было полностью разрушено, погиб охранник из Корпуса национальной безопасности.
В организации «Чёрный лев 777» Ладислав Шимек был самым старшим по возрасту (на момент ареста ему было 43 года, тогда как Шиме — 26, Сиротеку — 30, лидеру Ржезачу — 26, остальным — 25—31). Он единственный был не рабочим, крестьянином или служащим, а коммерсантом. Непосредственного участия в акциях Шимек не принимал. Организационная связь Шимека с группой была наименее системной, контакты с активистами осуществлялись нечасто. Вопрос, считать ли Шимека членом «Чёрного льва 777» или близким деловым партнёром, иногда представляется дискуссионным. Но роль Ладислава Шимека в оснащении организации являлась весьма значимой.

## Арест, суд, приговор
3 июля—5 июля 1954 Служба госбезопасности арестовала всех членов организации «Чёрный лев 777». Ладислав Шимек был арестован 4 июля и доставлен из Милевско в тюрьму Ческе-Будеёвице. Ему предъявлялось участие в антигосударственной террористической организации и снабжении подпольщиков оружием и боеприпасами.
Не вполне здоровый Шимек не выдержал жёсткого допроса и уже 5 июля от него было получено признание. При этом он говорил, что, выполняя просьбы Шимы, не знал о его членстве в подпольной группировке. Однако он признал, что характер контактов с Котерой был для него очевиден.
25—26 октября 1954 года состоялся судебный процесс в Милевско. Ладислав Шимек выступал расплывчато, без чёткого признания либо отрицания своей вины. Он дал понять, что не вполне осознавал последствия своих действий. В основном он ссылался на перенесённое тяжёлое заболевание, слабое здоровье и просил назначить ему умеренное наказание. Однако обвинение рассматривало болезнь Шимека скорее как отягчающее обстоятельство — в том плане, что подсудимый проявил неблагодарность к государству, которое обеспечивало его медицинской помощью.
Суд приговорил Ладислава Шимека к 22 годам тюремного заключения. (Основатели «Чёрного льва 777» Ржезач, Сиротек и Шима получили смертную казнь; непосредственные участники силовых акций Долиста и Новак — пожизненное заключение; выступивший с раскаянием Котера — 21 год.) Обращение сестры Ладислава Шимека к президенту Антониу Запотоцкому с просьбой о смягчении приговора было проигнорировано.

## Заключение и смерть
Иржи Ржезач, Ярослав Сиротек и Богумил Шима были повешены в Праге 10 февраля 1955. Иржи Долиста, Йозеф Новак и Карел Котера отправлены на Яхимовские урановые рудники. Ладислав Шимек отбывал наказание в тюрьмах. В этом и выразилось смягчение участи в силу слабого здоровья.
Первоначально Шимек находился в тюрьме Писека. Оттуда переведён в пражскую тюрьму Панкрац, затем — в тюремный замок Миров, потом — в тюрьму города Леополдов. Состояние Шимека резко ухудшилось, большую часть времени он был прикован к постели. Физические проблемы сопровождались сильной депрессией.
Сестра Блажена упорно пыталась добиться для брата помилования, однако её просьбы оставались без ответа. В 1960 Верховный суд особым решением исключил Ладислава Шимека из действия амнистии.
Последним местопребыванием Ладислава Шимека стала тюрьма в Илаве. 24 апреля 1962 Ладислав Шимек скончался.

## Реабилитация и амнистия
Первая попытка реабилитации членов организации «Чёрный лев 777» была предпринята в 1968, во время Пражской весны. Однако резкие политические перемены августа 1968 года сняли этот вопрос.
После Бархатной революции был принят Закон 119/1990 — режим 1948—1989 считается преступным, а сопротивление ему — законным и достойным уважения. Эти положения распространяются на активистов «Чёрного льва 777». Приговор 1955 года в отношении Ладислава Шимека отменён. Оснований для «остаточного наказания» (за деяния, считающиеся уголовными преступлениями в современной Чехии) не обнаружено, Ладислав Шимек реабилитирован.